# جوزيف جاي ليلي
جوزيف جاي ليلي (بالإنجليزية: Joseph J. Lilley)‏ هو كاتب أغاني وملحن أمريكي، ولد في 16 أغسطس 1913 في بروفيدنس في الولايات المتحدة، وتوفي في 1971 في شمال هوليوود ‏ في الولايات المتحدة.

## وصلات خارجية
- جوزيف جاي ليلي على موقع IMDb (الإنجليزية)
- جوزيف جاي ليلي على موقع ميوزك برينز (الإنجليزية)
- جوزيف جاي ليلي على موقع قاعدة بيانات برودواي على الإنترنت (الإنجليزية)
- جوزيف جاي ليلي على موقع قاعدة بيانات الأفلام السويدية (السويدية)
- جوزيف جاي ليلي على موقع أول ميوزيك (الإنجليزية)
- جوزيف جاي ليلي على موقع ديسكوغز (الإنجليزية)
- جوزيف جاي ليلي على موقع قاعدة بيانات الفيلم (الإنجليزية)
- جوزيف جاي ليلي على موقع كينوبويسك (الروسية)